# Championnat de Suisse de baseball 2011
Navigation
2010 2012
Le Championnat de Suisse de baseball 2011, dit Ligue Nationale A, est la 31e édition de cette épreuve mettant aux prises les huit meilleures équipes suisses. Le coup d'envoi du championnat est donné le 2 avril.
Les Bern Cardinals conservent leur titre avec une victoire 3-1 dans la série finale face aux Therwil Flyers. C'est leur sixième titre en sept saisons.

## Format
Les équipes s'affrontent dans une poule unique au format round robin double, chaque journée étant composée d'un programme double. Les quatre premiers sont qualifiés pour les demi-finales et finale au meilleur des cinq rencontres.

## Clubs participants
| \| Zürich: Zürich Barracudas Zürich Challengers Zürich Lions Bern Cardinals Embrach Mustangs Luzern Eagles Sissach Frogs Therwil Flyers Zürich \| Localisation des clubs engagés dans le championnat. |
| Zürich: Zürich Barracudas Zürich Challengers Zürich Lions Bern Cardinals Embrach Mustangs Luzern Eagles Sissach Frogs Therwil Flyers Zürich                                                           |

| Équipe             | Ville   | Titres |
| ------------------ | ------- | ------ |
| Bern Cardinals     | Berne   | 6      |
| Embrach Mustangs   | Embrach | 0      |
| Luzern Eagles      | Lucerne | 0      |
| Sissach Frogs      | Sissach | 0      |
| Therwil Flyers     | Therwil | 8      |
| Zürich Barracudas  | Zurich  | 2      |
| Zürich Challengers | Zurich  | 8      |
| Zürich Lions       | Zurich  | 3      |

## Saison régulière
| Pl. | Équipe             | J  | V  | D  | %    |
| --- | ------------------ | -- | -- | -- | ---- |
| 1   | Therwil Flyers     | 28 | 26 | 2  | .929 |
| 2   | Bern Cardinals     | 28 | 21 | 7  | .750 |
| 3   | Embrach Mustangs   | 28 | 17 | 11 | .607 |
| 4   | Zürich Barracudas  | 28 | 15 | 13 | .536 |
| 5   | Luzern Eagles      | 28 | 12 | 16 | .429 |
| 6   | Sissach Frogs      | 28 | 11 | 17 | .393 |
| 7   | Zürich Challengers | 28 | 10 | 18 | .357 |
| 8   | Zürich Lions       | 28 | 0  | 28 | .000 |

## Phase finale
|  | Demi-finales      | Demi-finales   |                |   | Finale | Finale |
|  | Demi-finales      | Demi-finales   |                |   | Finale | Finale |
|  |                   |                |                |   |        |        |
|  |                   |                |                |   |        |        |
|  |                   |                |                |   |        |        |
|  | Therwil Flyers    | 3              |                |   |        |        |
|  | Therwil Flyers    | 3              |                |   |        |        |
|  | Zürich Barracudas | 0              |                |   |        |        |
|  | Zürich Barracudas | 0              | Therwil Flyers | 2 |        |        |
|  |                   |                | Therwil Flyers | 2 |        |        |
|  |                   | Bern Cardinals | 3              |   |        |        |
|  | Embrach Mustangs  | Bern Cardinals | 3              | 0 |        |        |
|  | Embrach Mustangs  |                |                | 0 |        |        |
|  | Bern Cardinals    | 3              |                |   |        |        |
|  | Bern Cardinals    | 3              |                |   |        |        |